# Stukko-Keratose
Die Stukko-Keratose, von italienisch stucco, ist eine Sonderform der Seborrhoischen Keratose. Es handelt sich um eine multiple, plane, nicht pigmentierte, kleinfleckig auftretende seborrhoische Keratose, die bevorzugt an lichtexponierten Stellen der Extremitäten, wie Handrücken, Unterarme, Unterschenkel und Fußrücken auftritt.
Synonyme sind: Stukkokeratose; Keratoelastoidosis verrucosa; Stuccokeratosis; Verrucae dorsi manus et pedis
Die Erstbeschreibung stammt von Paul Gerson Unna aus dem Jahre 1894 (zitiert nach).

## Verbreitung
Die Häufigkeit wird auf etwa 10 % bei Älteren geschätzt.
Betroffen sind vor allem ältere Menschen (eher Männer) mit besonders trockener Haut.

## Ursache
Der Erkrankung liegen zumindest teilweise Mutationen im PIK3CA-Gen
auf Chromosom 3 Genort q26.32 zugrunde, welches für die Phosphatidylinositol 3-Kinase kodiert.

## Differentialdiagnose
Abzugrenzen sind:
- Acrokeratosis verruciformis
- Epidermodysplasia verruciformis
- Hyperkeratosis lenticularis perstans

## Behandlung
Ihre Behandlung entspricht der Behandlung herkömmlicher seborrhoischer Keratosen.